# Distretto di Ereğli (Zonguldak)
Il distretto di Ereğli (in turco Ereğli ilçesi) è uno dei distretti della provincia di Zonguldak, in Turchia.